# Clarence Cannon

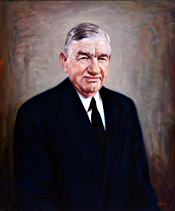
Clarence Cannon

Clarence Andrew Cannon (* 11. April 1879 in Elsberry, Lincoln County, Missouri; † 12. Mai 1964 in Washington, D.C.) war ein US-amerikanischer Politiker. Zwischen 1923 und 1964 vertrat er den Bundesstaat Missouri im US-Repräsentantenhaus.

## Leben
Clarence Cannon besuchte bis 1901 das La Grange Junior College in Hannibal und danach bis 1903 das William Jewell College in Liberty. Zwischen 1904 und 1908 war er Lehrer für Geschichte am Stephens College in Columbia. Nach einem Jurastudium und seiner 1908 erfolgten Zulassung als Rechtsanwalt begann er in Troy in diesem Beruf zu arbeiten. Gleichzeitig schlug er als Mitglied der Demokratischen Partei eine politische Laufbahn ein. Im Jahr 1911 wurde er beim Büro des Sprechers des Repräsentantenhauses, Champ Clark, angestellt. Zwischen 1915 und 1920 arbeitete er in der Kongressverwaltung. In den folgenden Jahren verfasste er einige Abhandlungen über die internen Abläufe im Kongress.
Bei den Kongresswahlen des Jahres 1922 wurde Cannon im neunten Wahlbezirk von Missouri in das US-Repräsentantenhaus in Washington gewählt, wo er am 4. März 1923 die Nachfolge des ihm zuvor unterlegenen Republikaners Theodore W. Hukriede antrat. Nach 20 Wiederwahlen konnte er bis zu seinem Tod im Mai 1964 im Kongress verbleiben. Zwischen 1941 und 1964 war er mehrfach Vorsitzender des Bewilligungsausschusses. Cannon setzte sich unter anderem für die Landwirtschaft ein. In seine 41-jährige Zeit als Abgeordneter fielen unter anderem die New-Deal-Gesetzgebung in den 1930er Jahren, der Zweite Weltkrieg und in der Folge der Koreakrieg sowie die Bürgerrechtsbewegung und der Beginn des Vietnamkrieges. Außerdem wurden der 20., der 21., der 22. und der 23. Verfassungszusatz verabschiedet.
Clarence Cannon war seit 1906 mit Ida Dawson Wigginton verheiratet, mit der er zwei Töchter hatte. Er war bis zu seinem Tod als Kongressabgeordneter tätig und plante bereits eine erneute Kandidatur, als er am 12. Mai 1964 verstarb. Er wurde in seinem Geburtsort Elsberry beigesetzt.